# Ministère des Affaires des expatriés
Le ministère des Affaires des expatriés (arabe : وزارة شؤون المغتربين) est le département ministériel du gouvernement yéménite.

## Liste des ministres
| Début            | Fin      | Ministre                | Gouvernement |
| ---------------- | -------- | ----------------------- | --- |
| 17 décembre 2020 | En poste | Ahmed Awad ben Moubarak | Gouvernement Maïn Abdelmalek Saïd (2)                                                                                           |
| 09 novembre 2014 | 2020     | Alawi Ba Fakih          | Gouvernement Khaled Bahah (1) Gouvernement Khaled Bahah (2) Gouvernement Ahmed ben Dagher Gouvernement Maïn Abdelmalek Saïd (1) |

## Annexe